# Zé Mário (1957–1978)
Zé Mário, właśc. José Mário Donizeti Baroni (ur. 1 maja 1957 w Ribeirão Preto, zm. 2 listopada 1978 w Ribeirão Preto) – brazylijski piłkarz, występujący podczas kariery na pozycji napastnika.

## Kariera klubowa
Zé Mário swoją piłkarską karierę rozpoczął w klubie Botafogo Ribeirão Preto w 1976. Jego karierę przerwała przedwczesna śmierć. Zé Mário zmarł na białaczkę 2 listopada 1978.

## Kariera reprezentacyjna
Zé Mário w reprezentacji Brazylii zadebiutował 8 czerwca 1977 w zremisowanym 0-0 towarzyskim meczu z reprezentacji Anglii. Ostatni raz w reprezentacji Zé Mário wystąpił 16 czerwca 1977 w zremisowanym 1-1 towarzyskim meczu ze stanem São Paulo.
| Mecze i gole w reprezentacji | Mecze i gole w reprezentacji | Mecze i gole w reprezentacji | Mecze i gole w reprezentacji | Mecze i gole w reprezentacji | Mecze i gole w reprezentacji | Mecze i gole w reprezentacji |
| #                            | Data                         | Miasto                       | Przeciwnik                   | Gol                          | Wynik                        | Rozgrywki                    |
| ---------------------------- | ---------------------------- | ---------------------------- | ---------------------------- | ---------------------------- | ---------------------------- | ---------------------------- |
| 1.                           | 08.06.1977                   | Rio de Janeiro               | Anglia                       |                              | 0:0                          | towarzyski                   |
| N1.                          | 16.06.1977                   | São Paulo                    | São Paulo                    |                              | 1:1                          | towarzyski                   |